# Short circuit II
Short circuit II es un recopilatorio del grupo japonés de producción de música electrónica, I've Sound, y es el segundo volumen de la serie de recopilaciones enfocadas en canciones denpa "short circuit". Este disco fue publicado el 22 de junio de 2007 y contiene muchas canciones de KOTOKO y Kaori Utatsuki usadas en videojuegos para adultos, además de tres temas originales y un dueto entre KOTOKO y Eiko Shimamiya. El álbum se publicó en una edición limitada de CD y DVD y una edición solo de CD. En el DVD, se incluye el videoclip promociocional de la canción: Seishun Rocket.
Para conmemorar el lanzamiento del disco, se colgó en iternet un especial I've TALK JAM, en el que las cantantes que intervienen en el disco, hablan sobre la creación de este. Posteriormente, se inicia la gira: Short circuit premium show, gira en la cual las cantantes presentarían su trabajo en ciudades como Tokio, Nagoya y Taipéi.
El disco debutó en el puesto vigesimoquinto de la lista Oricon y permaneció en lista durante cinco semanas.

## Canciones
1. KOTOKO: Nee shiyou yo (Canción de apertura de Nee chanto shiyou yo!)
Letra: KOTOKO
Composición: Tomoyuki Nakazawa
2. KOTOKO y Kaori Utatsuki: Seishun Rocket (Canción de apertura de Space trouble)
Letra: KOTOKO
Composición: Maiko Iuchi
Arreglos: Maiko Iuchi + Rich
3. KOTOKO: Princes bride (Canción de apertura de Princess bride)
Letra: Akuta Utsuro
Composición: KOTOKO
Arreglos: Sorma
4. Kaori Utatsuki: Naisho☆Naisho (ナイショ☆Naiしょ) (Canción de apertura de Naisyo no Tin-tin Time)
Letra: KOTOKO
Composición: CG Mix
5. KOTOKO: Atarashii koi no katachi (Canción original de Ribbon 2)
Letra: Kai
Composición: F-ACE
Arreglos: CG Mix
6. KOTOKO: Mighty Heart ~Aru hi no Kenka, Itsumo no Koigokoro~ (〜ある日のケンカ、いつもの恋心〜) (Canción de apertura de Tsuyokiss)
Letra: KOTOKO
Composición: Maiko Iuchi
7. KOTOKO: Hajimemashite, Koi. (はじめまして、恋。) (Canción de apertura de Inmai baby)
Letra: KOTOKO
Composición: Kazuya Takase
8. KOTOKO y Eiko Shimamiya: Otomegokoro + √Nekomimi = ∞ (乙女心＋√ネコミミ＝∞) (Canción de apertura de Ōritsu Nekomimi Gakuen: Anata no tame no hatsujōki♪ OP)
Letra: KOTOKO
Composición: Tomoyuki Nakazawa
9. KOTOKO: Kyururun kiss de Jumbo♪♪ (きゅるるんkissでジャンボ♪♪) (Canción de apertura de Colorful heart: 12-ko no Kyururun♪)
Letra: KOTOKO
Composición: CG Mix
10. Kaori Utatsuki: Anata dake no angel (アナタだけのAngel☆) (Canción de apertura de 
Letra: KOTOKO y Kaori Utatsuki
Composición: CG Mix
11. KOTOKO: Princes brave (Canción de apertura de Princess Brave! Jantaku no Kishi)
Letra: Akuta Utsuro
Composición: Tomoyuki Nakazawa
Arreglos: Tomoyuki Nakazawa y Takeshi Ozaki
12. Kaori Utatsuki: I'm home (Canción original del disco)
Letra: KOTOKO
Composición: Kazuya Takase
13. KOTOKO: Maple Syrup (めぃぷるシロップ) (Canción original del disco)
Letra: KOTOKO
Composición: CG Mix
14. KOTOKO y Kaori Utatsuki: Double harmoniZ-e shock (Canción original del disco)
Letra: KOTOKO
Composición: Kazuya Takase